# 約束 〜16年目の真実〜
『約束 〜16年目の真実〜』（やくそく じゅうろくねんめのしんじつ）は、2024年4月11日から6月13日まで読売テレビ製作・日本テレビ系列の「木曜ドラマ」枠にて放送されたテレビドラマ。主演は中村アン。
「主人公を含めた登場人物全員が容疑者候補」という完全オリジナルの心理サスペンス作品。
主人公を演じる中村やバディ役の横山裕をはじめとした本作のキャストには「連続殺人事件の真犯人が誰なのか」を伝えずに撮影を進めており、このことについてプロデューサーの多鹿雄策は、「中村さん、横山さんも本当に『真犯人は誰なんだろう』というのを、まさに自分の心情を乗っけてそのままお芝居をしている」とコメントしている。

## あらすじ
2008年、望野町という郊外の町で、口の中にビー玉が詰められた2人の遺体が発見される連続殺人事件が発生し、当時高校生だった桐生葵が思いを寄せていた同級生の妹も犠牲になる。彼女の遺体を発見した葵はショックで事件直前の記憶を失い、さらにはこの連続殺人の犯人として逮捕されたのは葵の父親だった。こうして、すべてを失った葵は、生まれ育ったこの町を去る。
16年後の2024年、父の無実を証明するために刑事となった葵は、16年ぶりに故郷の望野町を訪れるが、平穏を取り戻していたはずの町で事件が発生する。一方、葵のバディの刑事・香坂慧は16年前の事件当時、現場にいて記憶を失っている葵を疑い監視している。慧とともに真相を追っていく中で、葵は青春時代をともにした同級生たちの裏の顔を知り、容疑者として疑うようになる。

## キャスト

### 主要人物
桐生葵（きりゅう あおい）〈34〉
演 - 中村アン（幼少期：兒島百那、高校生時代：早瀬憩）
望野警察署・捜査第一係の刑事。旧姓は「速水」。
母を早くに亡くし、幼少期から父の康男と二人暮らしをしていた。
16年前の連続殺人事件のショックで事件直前の一部の記憶を失っている。その後刑事となり、父の汚名をそそぐため望野に戻って来る。
香坂慧（こうさか けい）〈39〉
演 - 横山裕
望野警察署・捜査第一係の刑事。葵のバディ。
大学院で犯罪心理学を専攻し、プロファイリングに精通している。5年前までは警視庁本部勤務。
16年前の事件当時、現場にいて記憶を失っている葵を疑っている。また、元上司である刑事部長の有村から、葵を監視するよう命を受ける。

### 高校時代の同級生
不破翔（ふわ しょう）〈34〉
演 - 細田善彦（高校生時代：斉藤碧大）
葵の幼馴染みで同級生。映像研究部に所属。葵を主役にして映画を撮ろうとしていた。葵と互いに想いを寄せていたが、妹が殺害され、ショックを受け町を出て行ったきり戻っていない。
尾藤恵（びとう めぐみ）〈34〉
演 - 佐津川愛美（高校生時代：久家心）
葵の同級生で映像研究部に所属していた。
大手ITセキュリティ会社「BITOコーポレーション」の社長令嬢であり広報部に勤務。一人娘がいる。
天草勇樹（あまくさ ゆうき）〈34〉
演 - 森永悠希（高校生時代：小林櫂人）
葵の同級生で映像研究部に所属していた。
写真が好きでカメラマンを目指していたが、現在は望野でタクシー運転手をしている。仲間思いで、葵に協力する。
飛鳥桃（あすか もも）〈34〉
演 - 織田梨沙（高校生時代：関谷瑠紀）
葵の同級生で映像研究部に所属していた。
現在は洋食店「洋食キッチン シオン」オーナー。高校卒業の頃に母親が家を出ていき、そのまま母の洋食店を引き継いでいる。
今回の事件の真犯人にして黒幕。

### 警察関係者
一条健人（いちじょう けんと）〈54〉
演 - 岡部たかし（第1話 - 第5話・最終話）
葵や香坂の上司。望野警察署・捜査課長。速水康男とは友人関係で、事件後も何くれとなく葵の面倒を見ている。
木崎拓斗（きざき たくと）〈42〉
演 - 坪倉由幸
葵や香坂の同僚。望野署捜査第一係の刑事。
夏目泰雅（なつめ たいが）〈23〉
演 - 樋口幸平
葵や香坂の同僚。望野署捜査第一係の刑事。
有村毅（ありむら たけし）〈50〉
演 - 杉本哲太（第1話 - 第3話・第5話 - 最終話）
警視庁・刑事部長。16年前の事件当時は望野署 署長で、事件の捜査を指揮していた。元部下の慧に葵を監視するよう命じる。
矢吹浩太郎（やぶき こうたろう）〈49〉
演 - 永岡佑（第6話 - 最終話）
警視庁捜査一課から望野署捜査第一係に赴任、一条の後任として女性連続殺人事件の捜査本部長も兼務する。香坂の元上司。
刑事
演 - 多田竜也、宮下忠人、栗田英夫

### 事件関係者
速水康男（はやみ やすお）〈享年42〉
演 - 長谷川朝晴（第1話 - 第5話・最終話）
葵の父親。はやみ電気工事 経営の電気工事士。自治会長。16年前の事件の容疑者。無実を主張するが、持病の狭心症発作で留置場で死亡。
不破玲〈享年16〉
演 - 石田莉子（第1話 - 第5話・最終話）
翔の妹。16年前の連続殺人事件の2番目の被害者。
山名恵里香
演 -
16年前の連続殺人事件の1人目の被害者。家出中だったフリーター。

### その他
井出尚哉（いで なおや）〈34〉
演 - 森優作（第1話・第2話・第5話・第6話・第8話 - 最終話）（高校生時代：山下真人）
望野町にある「井出雑貨屋」の店主。
尾藤誠（びとう まこと）〈58〉
演 - 井上肇（第1話 - 第5話・第8話・第9話）
恵の父。大手ITセキュリティ会社「BITOコーポレーション」の社長。「セキュリティ特区」構想 推進派。
尾藤志歩
演 - 山中美子葉（第1話・第4話・第5話）
恵の娘。
尾藤俊輔
演 - 飯野泰功（第1話 - 第5話）
恵の夫。「BITOコーポレーション」社員。
梅崎若菜（うめざき わかな）〈31〉
演 - 向里祐香（第1話 - 第4話）
望野町に観光で訪れる謎の女性。新宿区在住のフリーライター。
間宮奈緒（まみや なお）〈45〉
演 - 山田キヌヲ（第1話・第3話・第4話）
友政党国会議員。16年前は望野町の市議会議員だった。「セキュリティ特区」構想 推進派。
柴本陽菜（しばもと はるな）〈22〉
演 - 川床明日香（第1話・第2話・第6話・第8話・第9話）
桃が店主を務める洋食店のアルバイト。
麻生剛（あそう たけし）〈26〉
演 - 小林虎之介（第7話・第8話）
香坂の元同僚刑事。5年前、詐欺事件で単独おとり捜査中に犯人グループに刺され殉職した。
有村潤〈26〉
演 - 奥野壮（第8話・第9話）
有村毅刑事部長の息子。特殊詐欺グループの幹部ハルク。

### ゲスト

#### 第1話
石岡紗季
演 - 田畑志真
行方不明になった女子高生。
石岡朝子
演 - うをとも
紗季の母。
山名史恵
演 - 小林千里（第3話）
葵たちに向って「出ていけ、悪魔の子」と呟いた女。
16年前の連続殺人事件第1の被害者である山名恵里香の母親。
アナウンサー
声 - 半澤実穂（第2話）
不破玲が遺体で発見されたニュースを16年前に伝えたアナウンサー。
署長
演 - 中田春介
渋谷中央警察署 署長。葵に異動の辞令を伝える。
藤川真一
演 - 本多遼
渋谷中央警察署 刑事。
島田聡
演 - 池内祥人
夏美の遺体の第一発見者。夏美の高校の同級生。
小西夏美〈21〉
演 - 春山愛奏
渋谷中央署管内での殺人被害者。飲食店アルバイト。
刑事
演 - 竹田茂生
16年前に速水康男を逮捕した刑事。遺体を発見した直前の記憶がない葵には（父親の）アリバイを証言できないとも告げる。
飛鳥万里江
演 - 仙波恵理（第7話・最終話）
桃の母親。16年前「留守番よろしく」と旅に出たまま失踪している。
近隣住民
演 - 渡辺利江子、藤本貴子
速水家の近所の住人。
神主の妻
演 - 大山きか
梅崎若菜の遺体の第一発見者。望見野神社神主の妻。

#### 第2話
高木
演 - 青山卓矢（第3話）
週刊新流 編集部員。
井口
演 - 川井つと（第3話・第4話）
週刊新流 編集長。
アナウンサー
演 - 道岡桃子（第3話 - 第5話）

#### 第3話
店主
演 - 岡雅史
不破翔と梅崎若菜がよく会っていたというバーの店主。
記者
演 - 水野淳之、長田涼子
拡散された不破翔の動画の件で警察署前に集まった記者たち。

#### 第4話
バイク便ライダー
演 - 鈴木幹弥
尾藤家に封筒を配達しに来たバイク便ライダー。
隣人
演 - 鶴田翔
バイク便ライダーが封筒を回収した空き部屋の隣人。
- 桑島光徳

#### 第5話
及川哲男
演 - 小田桐一
16年前、遺体発見現場近くで速水康男を見たという尾藤恵の目撃証言を取った捜査官。
和田瑠璃〈18〉
演 - 原田えりか（第6話・第7話・最終話）
16年前の不破玲の殺害現場でビー玉を口に詰められた状態の遺体で発見された女性。

#### 第6話
女性
演 - 相馬有紀実（第9話）
和田瑠璃の殺人現場からロープを持った男が逃げるのを目撃したと名乗り出た。
記者
演 - 北浦七幸、名越佳代、笠田康平
望野警察署前で矢吹や葵に連続殺人事件についての質問を浴びせる。
葛城良平
演 - 沼田穣
和田瑠璃の元カレのフリーター。DVの前科もあるこの男から逃げて彼女は望野町に来たという。

#### 第7話
居駒
演 - 浅井浩介
警視庁捜査二課刑事。5年前は香坂と矢吹の同僚で、有村の部下だった。
三苫
演 - 比嘉秀海
天草を張り込んでいた香坂が捕まえた空き巣犯。
沼田晶子〈28〉、斎藤梢〈22〉
演 - 大塚かよ、青木萌
望野町の速水宅の庭で発見された白骨遺体の女性たち。
福田なつみ〈26〉
演 - 小宮夏奈子
5年前に千代田区神田橋で白骨遺体で発見されていた連続殺人被害者と思われる女性。

#### 第8話
酒井
演 - 堀丞
天草勇樹の先輩の特殊詐欺グループのメンバー。
女子高生
演 - 窪嶋蓮菜、栗本有規
望野町自警団のパトロールメンバーに後を付けて来る男がいると訴える。
警察官
演 - 豊田豪（第9話）
自首した井出尚哉に応対した望野警察署の立番の警察官。
ニュースキャスター
演 - 石川晴香（第9話・最終話）

上層部
声 - ゆぶねひろき
16年前、望野署長時代の有村に連続殺人事件の犯人を早く検挙するよう圧力をかけた。

#### 第9話
相川由香
演 - 森谷菜緒子
「井出雑貨屋」の裏から遺体で発見された女性。
捜査員
演 - 江崎輝幸
送検する井出尚哉の身柄を受けに来た本部の捜査員。

#### 最終話
ニュースアナ
演 - ゆぶねひろき
望野町女性連続殺人事件の被疑者の女が女性警察官を人質に取り逃走しているニュースを「Just NEWS」で伝える。

## スタッフ
- 脚本 - 小峯裕之、本田隆朗、富安美尋
- 監督 - 山本大輔、今和紀、吉川祐太、ほか
- 音楽 - 木村秀彬
- 主題歌 - 野田愛実「butterfly effect」（avex trax）[51]
- 警察監修 - 古谷謙一
- 暗号制作 - ミウラアイム
- 技術協力 - フォーチュン、サウンドライズ
- 美術協力 - BEENS
- チーフプロデューサー - 中間利彦
- プロデューサー - 多鹿雄策、奥村麻美子（ホリプロ）
- 制作協力 - ホリプロ
- 制作著作 - 読売テレビ

## 放送日程
| 話数   | 放送日  | サブタイトル | サブタイトル                       | 脚本     | 監督     |
| 話数   | 放送日  | 公式サイト   | 配信                               | 脚本     | 監督     |
| ------ | ------- | ------------ | ---------------------------------- | -------- | -------- |
| 第1話  | 4月11日 | 再会         | 「再会」事件の歯車が、再び動き出す | 小峯裕之 | 山本大輔 |
| 第2話  | 4月18日 | 秘密         | 「秘密」連続殺人犯がこの中にいる…  | 小峯裕之 | 山本大輔 |
| 第3話  | 4月25日 | 選択         | 「選択」ひとつの真実と生まれる謎   | 小峯裕之 | 今和紀   |
| 第4話  | 5月02日 | 友情         | 「友情」揺らぐ、信じてきたものが。 | 本田隆朗 | 今和紀   |
| 第5話  | 5月09日 | 記憶         | 「記憶」失った記憶を辿り、真相へ。 | 富安美尋 | 山本大輔 |
| 第6話  | 5月16日 | 再開         | 「再開」再開した連続殺人、潜む悪魔 | 富安美尋 | 今和紀   |
| 第7話  | 5月23日 | 懺悔         | 「懺悔」交錯する、ふたつの物語──   | 本田隆朗 | 吉川祐太 |
| 第8話  | 5月30日 | 犠牲         | 「犠牲」誰が正義で、誰が悪魔か──   | 小峯裕之 | 井上雄介 |
| 第9話  | 6月06日 | 反転         | 「反転」真犯人が姿を現す──         | 小峯裕之 | 山本大輔 |
| 最終話 | 6月13日 | 未来         | 「未来」辿り着いた、16年目の真実   | 小峯裕之 | 山本大輔 |

- 第9話は「FIFAワールドカップ アジア2次予選  ミャンマー× 日本」の関係で25分繰り下げられ、翌0時24分 - 1時19分に放送された。

## Huluオリジナルストーリー
『かつての思い出と新たな問い』（かつてのおもいでとあらたなとい）は、2024年5月24日（23日深夜）・31日（30日深夜）に2週連続で動画配信プラットフォーム『Hulu』で配信されたオリジナルストーリー。
地上波本編第7話・第8話の放送終了後に本作第7.5話・第8.5話がそれぞれ配信され、本編で起きた16年前の事件の鍵ともなる映画シナリオの謎が明かされていき、本編ともつながる展開になっている。
キャストは本編に引き続き、主演の中村やバディの横山に加えて元映像研究部の4人とその高校生時代の4人が続投する。

### キャスト（かつての思い出と新たな問い）
- 桐生葵 - 中村アン（高校生時代：早瀬憩[注 4]）
- 香坂慧 - 横山裕
- 不破翔 - 細田善彦（高校生時代：斉藤碧大）
- 尾藤恵 - 佐津川愛美（高校生時代：久家心）
- 天草勇樹 - 森永悠希（高校生時代：小林櫂人）
- 飛鳥桃 - 織田梨沙（高校生時代：関谷瑠紀）
- 井出尚哉（高校生時代） - 山下真人[56]

#### 回想（かつての思い出と新たな問い）
- 尾藤誠 - 井上肇（第7.5話）
- 一条健人 - 岡部たかし（第7.5話）
- 有村毅 - 杉本哲太（第7.5話）
- 井出尚哉 - 森優作（第8.5話）

### スタッフ（かつての思い出と新たな問い）
- 脚本 - 富安美尋
- 音楽 - 木村秀彬
- 主題歌 - 野田愛実「butterfly effect」（avex trax）
- 特別協力 - Hulu
- チーフプロデューサー - 中間利彦
- プロデューサー - 多鹿雄策、奥村麻美子（ホリプロ）
- 演出 - 井上雄介
- 制作協力 - ホリプロ
- 制作著作 - 読売テレビ

### 配信日程
| 話数    | 配信日  | 時間 | サブタイトル | 脚本     | 監督     |
| ------- | ------- | ---- | ------------ | -------- | -------- |
| 第7.5話 | 5月24日 | 15分 | 発端         | 富安美尋 | 井上雄介 |
| 第8.5話 | 5月31日 | 13分 | 相違         | 富安美尋 | 井上雄介 |